# 大場順
大場 順（おおば じゅん、1952年3月7日 - ）は、日本の俳優。本名、丸山 文男。別名義・丸山 純二（まるやま じゅんじ）。
京都府出身。高田みさほ事務所所属。

## 人物
東京演劇アンサンブル出身。丸山純二の芸名で舞台『走れメロス』などに出演。
映画でのデビュー作は1978年の『野性の証明』。主演の高倉健の吹き替えも担当し、トラックで逃げるシーンや大きな池に飛び込むシーンを演じた。
1979年に『森村誠一シリーズ・野性の証明』『騎馬奉行』、翌年（1980年）にはポーラテレビ小説『マリーの桜』にレギュラー出演した。
『はぐれ刑事純情派』では第1シリーズのゲスト出演を経て、第2シリーズから高木直刑事役でレギュラーとして参加。主演の藤田まこととは必殺シリーズなどで面識があったが、長期の出演でファミリー的な付き合いになり嬉しかったという。自身の役柄については、脚本に書かれていない部分も考えて、リアルな刑事らしさを出すことを心掛けていると述べている。
『監察医・室生亜季子』シリーズには、川口刑事役で登場。主人公以外で、唯一、シリーズ全作に出演した。
特技は、乗馬、バイク。

## 出演

### テレビドラマ
- ウルトラマンレオ[3] 第38話「決闘! レオ兄弟対ウルトラ兄弟」、第39話「レオ兄弟 ウルトラ兄弟 勝利の時」（1974年 - 1975年） - アストラの声
- 超神ビビューン 第28話「人間が鬼になる？怪力ズシーンの鬼退治」（1976年、NET） - 竹田
- 森村誠一シリーズ・野性の証明（1979年、MBS / 東映） - 北野刑事
- 騎馬奉行（1979-1980年、KTV / 東映） - 阿久津源
- 長七郎天下ご免!（1979年、ANB / 東映）
  - 第52話「一揆!太助がさらわれた!?」（1980年） - 新次
  - 第85話「男が燃えた潮風街道」（1981年） - 仙吉
  - 第103話「春ごよみ人情宝船」（1982年） - 倉橋新平
- ポーラテレビ小説 / マリーの桜（1980年、TBS） - 小園隆
- 桃太郎侍（NTV）
  - 第235話「海路はるばる喧嘩旅」（1981年） - 佐吉
  - 第255話「お化け長屋の御隠居さん」（1981年） - 近江屋安太郎
- 暴れん坊将軍シリーズ（ANB / 東映）
  - 吉宗評判記 暴れん坊将軍
    - 第146話「ああ! 成敗に涙あり」（1981年） - 工藤源三郎
    - 第172話「男を咲かせた日蔭の花」（1981年） - 中根達之助

  - 暴れん坊将軍II
    - 第4話「富士の白雪に消えた女」（1983年） - 平蔵
    - 第36話「危機一髪! 皆殺し砦」（1983年） - 的場陣内
    - 第64話「天誅! 窓ぎわの反乱!」（1984年） - 北川英之進
    - 第93話「天下を占う大姐御!」（1985年） - 滝沢隼人
    - 第121話「危機一髪! 美しき囮」（1985年） - 松島弥十郎
    - 第149話「罠にはまったカッポレ娘!」（1986年） - 功次郎
    - 第183話「爆破! 人質は八百八町」（1987年） - 堀部喜十郎

  - 暴れん坊将軍III
    - 第18話「御生母が叱った仇討姉弟」（1988年） - 島田弦二郎
    - 第47話「激震! なまず武士の怒り」（1989年） - 川井京之助
    - 第99話「女ふたり 許されぬ夢!」（1990年） - 巳之助

  - 暴れん坊将軍IV
    - 第47話「上様のとんだ剣客商売!」（1992年） - 石貫与十郎

  - 暴れん坊将軍V
    - 第16話「おんな事件屋、江戸を斬る!」（1993年） - 佐吉
    - 第29話「新さん負けるな! 大競馬」（1993年） - 沖山平四郎

  - 暴れん坊将軍VI
    - 第28話「姉とおとうと」（1995年） - 岩木一馬

  - 暴れん坊将軍VII
    - 第2話「江戸怪奇 吉宗魔界を斬る!」（1996年） - 水谷将監

  - 暴れん坊将軍VIII
    - 第13話「欲望のくし 美しき人妻の苦悩」（1997年） - 加賀屋豊造

  - 暴れん坊将軍IX
    - 第27話「宿命の絆 わが子に一目逢いたい！」（1999年） - 須藤軍十郎
- 大江戸捜査網（12ch / 三船プロ）
  - 第510話「女飛脚は殺しの標的」（1981年） - 政吉
  - 第631話「私を離縁して! 逃亡者の妻」（1984年） - 安次
- 遠山の金さん（ANB / 東映）※高橋英樹版
  - 第1シリーズ
    - 第22話「夕陽の渡世人! 子連れ旅でござんす」（1982年9月2日） - 留吉
    - 第83話「悪魔が笑えば恐怖の幕があく!」（1984年1月26日） - 矢崎伊之助
    - 第133話「愛のさすらい・女経師スタコラお照!」（1985年3月7日） - 美濃吉
    - 第152話「華麗なる賭け・女壺振り師お涼!」（1985年8月1日） - 清吉

  - 第2シリーズ
    - 第17話「おんな花火師」（1986年2月18日） - 吉兵衛
    - 最終話「遠山奉行最後のお裁き!」（1986年9月16日） - 新助
- 源九郎旅日記 葵の暴れん坊 第3話「港祭りの闇を斬れ!」（1982年5月22日、ANB / 東映） - 弥助
- 松平右近事件帳 第16話「残された赤ん坊」（1982年、NTV / ユニオン映画）- 本庄鋭之介
- 柳生十兵衛あばれ旅 第7話「宿場に散った花一輪」（1982年11月30日、テレビ朝日 / 東映） - 井伊丑之助
- 大岡越前 第7部 第17話「脱走者を待つ女」（1983年8月15日、TBS / C.A.L） - 宇之吉
- 必殺シリーズ（ABC / 松竹）
  - 必殺仕切人 第6話「もしも惚れ薬と眠り薬を間違えたら」（1984年10月5日） - 結城誠之助
  - 必殺仕事人V 第20話「主水、田植えする」（1985年） - 弥平
  - 必殺剣劇人 第7話「じたばたするねえ！」（1987年9月18日、ABC / 松竹） - 秀二郎
- スケバン刑事 第7話「愛と憎しみのアーチェリー」（1985年、CX / 東映）- 門間先生
- 長七郎江戸日記（NTV / ユニオン映画）
  - 第1シリーズ
    - 第9話「風流悪人狩り」（1983年12月13日） - 佐平
    - 第30話「剣客有情」（1984年7月3日） - 伊沢勝之進
    - 第39話「旗本愚連隊」（1984年11月13日） - 矢部左内
    - 第73話「大江戸警備隊始末」（1985年10月29日） - 新田宗一郎
    - 第91話「別れ道」（1986年3月11日） - 巳之吉

  - 第2シリーズ 第14話「おふくろの味」（1988年5月3日） - 青山重之
  - 第3シリーズ 第17話「春遠からじ」（1991年2月19日） - 蔦屋忠兵衛
- 特捜最前線（ANB / 東映）
  - 第246話「魔の職務質問！」（1982年2月3日） - 水谷巡査
  - 第445話「倉敷ー高松ー観音寺・瀬戸内に消えた時効！」（1985年12月19日）
  - 第470話「殺人依頼をする女・あの人を殺して…！」（1986年6月19日）
- 影の軍団IV 第22話「金髪娘は拳銃で勝負」（1985年、KTV / 東映） - 藤田知明
- 火曜サスペンス劇場（NTV）
  - 「たそがれに標的を撃て」（1982年1月5日、東映） - 根本巡査長
  - 「松本清張の坂道の家」（1983年2月8日、松竹） - 刑事
  - 「断罪」（1985年、東映）- 萩野弁護士
  - 「非行少年」『男と女の皮肉な再会!16年前の過去が少年を殺す』（1985年） - 平林刑事[7]
  - 「監察医・室生亜季子」シリーズ（1986年 - 2007年、東映） - 川口刑事
  - 「ジューンブライド・ママ」（1988年6月14日、松竹）
  - 「大奥殺人事件」（1989年1月3日、東映） - 和泉屋幸兵衛
  - 「当番弁護士8」（1999年8月3日、磯田事務所制作） - 澄田刑事
- 松本清張サスペンス・隠花の飾り / 足袋 （1986年5月12日、KTV / 松竹）
- 太閤記（1987年、TBS / TBS） - 斎藤利三
- 現代恐怖サスペンス「お望み通りの死体」（1987年、KTV / 東映）
- 銭形平次 第37話「宿場町、泣く女」（1987年12月22日、NTV / ユニオン映画）
- 若大将天下ご免! 第16話「兄弟弟子は恋敵！」（1987年、ANB / 東映）- 柴田作之助
- 土曜ワイド劇場
  - フレンド旅行社シリーズ みちのく鳴子温泉同窓会殺人事件 実年素人探偵とおんな秘書の名推理（1988年1月16日、ANB / 東宝）
  - フレンド旅行社シリーズ 佐渡・越後路同窓会ツアー殺人事件 実年素人探偵とおんな秘書の名推理 私の母が殺人者?（1991年4月27日、ANB / 東宝）
  - 和久峻三ミステリー新・赤かぶ検事奮戦記13・氷見高山ブリ街道連続殺人事件！（2002年2月23日、ABC / 松竹）- 杉原悦次
  - 検事・朝日奈耀子1・聴診器を持つ女検事（2003年5月24日、ANB / 東映） - 室田修 役
  - 検事・朝日奈耀子5・仙台〜松島、殺意の旅（2006年11月11日、ANB / 東映） - 高野裕司 役
- はぐれ刑事純情派 （ANB / 東映）
  - 第1シリーズ第9話「十七歳 非行少女の叫び」（1988年6月1日） - ヤクザの若頭
  - 第2シリーズ以降（1989年-2009年） - 高木直刑事
- 藤田まことの丹下左膳シリーズ （1990年-1994年、ANB / 東映） - 伊吹大作
- 将軍家光忍び旅（ANB / 東映）
  - 第1シリーズ 第14話「浜松、女郎の仇討ち」（1991年） - 奥村伝十郎(大野彦九郎)
  - 第2シリーズ 第15話「小諸城の危機、偽将軍と偽殿様」（1993年） - 眉月新左
- 名奉行 遠山の金さん 第4シリーズ 第22話「蒸発した六人の娘」（1992年、ANB / 東映） - 雲海
- 江戸を斬るVIII 第3話「悪が群がる地獄島」（1994年、TBS / C.A.L） - 宇佐見玄十郎
- 世直し順庵!人情剣第9話「医者に背を向けた女」（2005年、EX / 東映） - 大工の留吉
- 水曜ミステリー9「鉄道警察官・清村公三郎4 津和野〜山口SL貴婦人号殺意の小京都」（2007年7月11日、TX）
- 主水之助七番勝負〜徳川風雲録外伝〜 第6話「魔剣 薬研藤四郎」（2008年、テレビ東京） - 与力の岩垣

### 映画
- 野性の証明（1978年、東映）
- 徳川一族の崩壊（1980年、東映） - 松平銈之允
- 魔界転生（1981年、東映 / 角川春樹事務所） - 柳生左門友矩
- 空海（1984年、東映） - 石川道益
- はぐれ刑事純情派（1989年、東映）

### 舞台
- 走れメロス（1976年）